# Etobicoke
Etobicoke [ɛˈtoʊ̯bɪˌkoʊ̯] ist der westlichste Bezirk von Toronto mit etwa 345.000 Einwohnern (Stand 2005) und einer Fläche von 123,93 Quadratkilometern. Von 1967 bis 1998 war Etobicoke eine Stadt, die schließlich im Rahmen der Verwaltungsreform in Ontario mit Toronto verschmolzen wurde.
Dabei erstreckt er sich zwischen dem alten Stadtkern Torontos, dem Ontariosee und Mississauga. Die Hauptverkehrsader von Etobicoke ist der Highway 427, der bereits in der Innenstadt von Toronto beginnt und den direkten Weg zum Flughafen Pearson International bildet.
Der weiße Rapper Snow, der mit dem Titel Informer in den 1990er Jahren einen Hit hatte, wurde in Etobicoke geboren.
Etobicoke war 1998 einer der Austragungsorte der CONCACAF Women’s Championship.

## Persönlichkeiten
- Jerry Proc (* um 1945), Technikhistoriker
- Mike Pelyk (* 1947), Eishockeyspieler
- Randy Cunneyworth (* 1961), Eishockeyspieler
- Steve Ludzik (* 1961), Eishockeyspieler, -trainer und -funktionär
- Les Stroud (* 1961), Survival-Experte, Filmemacher und Musiker
- Dave Foley (* 1963), Schauspieler, Komiker und Entertainer
- Doug Ford (* 1964), Unternehmer und Politiker
- Dave Reid (* 1964), Eishockeyspieler und -funktionär
- Kirsty Duncan (* 1966), medizinische Geografin und Politikerin
- Rob Ford (1969–2016), Politiker, Bürgermeister von Toronto (2010–2014)
- Snow (* 1969), Rapper
- Manny Fernandez (* 1974), Eishockeytorwart
- Paul Stalteri (* 1977), Fußballspieler
- Stephen Valiquette (* 1977), Eishockeytorwart
- Katheryn Winnick (* 1977), Schauspielerin
- Dave Bolland (* 1986), Eishockeyspieler
- Jason Burnett (* 1986), Trampolinturner
- Brendon Rodney (* 1992), Leichtathlet
- Evan Rodrigues (* 1993), Eishockeyspieler
- Connor Brown (* 1994), Eishockeyspieler
- Winnie Harlow (* 1994), Model
- Anthony Cirelli (* 1997), Eishockeyspieler
- Renée Marie Steenge (* 1998), Shorttrackerin
- Jackson Young (* 2001), Volleyballspieler